# Perusmäki
Perusmäki est un quartier de la ville d'Espoo en Finlande.

## Description
Perusmäki compte 1 693 habitants (31.12.2016).
Ses voisins sont Kalajärvi, Niipperi, Vanhakartano, Bodom et Röylä.